# Nekrotisierende Darmentzündung der Saugferkel
Die Nekrotisierende Darmentzündung der Saugferkel (Syn. nekrotisierende Enteritis der Saugferkel) ist eine Darminfektion beim Schwein, die durch das Bakterium Clostridium perfringens verursacht wird.  Auslösend für die Krankheit sind speziell Stämme von C. perfringens, die die Toxine β1 und β2 (Toxovar A) produzieren.

## Epidemiologie
Der Erreger wird meist durch Zukauf von Jungsauen in C. perfringens-freie Bestände eingeschleppt. Meist vergeht eine geraume Zeit zwischen Zukauf und dauerhafter Ansiedelung mit Anreicherung des Erregers. Infektionsquelle für die Saugferkel ist meist der Kot der Muttersau.

## Krankheitsbild
Die Krankheit bricht in den ersten Lebenstagen der Ferkel aus und kann perakut, akut, subakut und selten chronisch verlaufen. Es kommt zu blutig-nekrotisierenden Darmentzündungen im mittleren und hinteren Dünndarm, was zu blutigen Durchfällen mit hoher Sterblichkeit führt. Erkrankungen sind bis zur 4. Lebenswoche möglich.
Bei älteren Schweinen können Einzelfälle mit blutigen und wässrigen Durchfällen auftreten. Beim so genannten Enterohämorrhagischen Syndrom treten plötzliche Todesfälle mit massiven Dünndarmeinblutungen und verdrehter Gekrösewurzel auf. Die wahre Ursache ist noch nicht geklärt; es wird jedoch sehr häufig C. perfringens nachgewiesen.

## Diagnose
Da C. perfringens oft auch im Darm gesunder Schweine vorkommt, ist nur der Toxinnachweis beweisend.

## Therapie
Therapeutisch werden Antibiotika wie Penicillin, Aminopenicillin und Tetracyclin eingesetzt. Da die Krankheit sehr schnell verläuft, empfiehlt sich metaphylaktisch Penicillin oder Ampicillin vom 1. bis 3. Lebenstag für die Saugferkel.

## Quelle
- M. Rolle und A. Mayr: Medizinische Mikrobiologie, Infektions- und Seuchenlehre. Enke Verlag, Stuttgart 2007, ISBN 978-3-8304-1060-7